# Anjo
Pontus Erik Anjo Björlund, mer känd som Anjo (stiliserat ANJO i marknadsföringssammanhang), född 23 juli 1990 i Sankt Johannes församling i Norrköping, är en svensk youtubare, artist och tidigare dokusåpadeltagare. På Youtube har han en kanal med över 213 000 prenumeranter på Youtube och närmare 200.000 följare på Instagram. Medieakademins Maktbarometer kategoriserade kanalen som den 6 mäktigaste på svenska Youtube 2024.

## Karriär
Anjo har en bakgrund som musiker och har släppt hiphopmusik sedan början av 2000-talet. Han medverkade även i flera rapbattles under början av 2010-talet.
Han har varit aktiv på Youtube sedan 2017 under smeknamnet Anjo. I början hamnade han i bråk med flera Youtube-profiler, däribland Anis Don Demina och Joakim Lundell, och han gjorde disslåtar och videor riktade mot dessa personer. Han medverkade på Clueless Swedes (idag Cluee News) disslåt mot Anis Don Demina som fick miljontals visningar på Youtube under 2017.
Anjos genombrott kom när han släppte sina dokumentärer om Johan "Joz" Sernebrink (en hantverkare som anlitades av Jocke & Jonna) och Pontus Rasmusson (en TikTok-profil som hade ett betalnummer i sina livevideor riktade mot en yngre publik). Materialet från dessa dokumentärer har tagits upp av bland annat av Sveriges Radio och använts i rättegångar.
Björlund har under åren deltagit i olika dokusåpor, bland annat Biggest Loser och Lyxfällan.

## Diskografi

### Singlar (i urval)
- 2024 - Skrattar bäst som skrattar sist ft. Jean Pierre
- 2024 - Passa vidare ft. Jean Pierre
- 2019 – En idol ft. Verz, Lokal
- 2019 – Elias Afen
- 2018 – Faller (Cluee ft. Anjo, Shazaam)